# Llista d'episodis d'El detectiu Conan
|  | Aquest article tracta sobre la sèrie de dibuixos animats per a televisió. Vegeu-ne altres significats a «Llista de capítols de Detectiu Conan». |

Aquesta és una llista d'episodis de la sèrie d'animació El detectiu Conan.
La numeració catalana correspon a la posada per la Televisió de Catalunya, Televisió Valenciana i IB3.
Els capítols especials tenen el títol emmarcat dins d'un requadre verd. Són capítols de major durada que s'emeten sencers al Japó, però que la resta del món obté fragmentats perquè durin el mateix que un episodi normal.
S'han emès:
- 1206 episodis (1149 numeració japonesa) a Televisió de Catalunya, amb el doblatge realitzat a Catalunya i amb el títol El detectiu Conan.
- 456 episodis (422 numeració japonesa) a Televisió Valenciana i a À Punt, amb el doblatge realitzat al País Valencià, i amb el títol Detectiu Conan.
- 50 episodis (49 numeració japonesa) a IB3 Televisió, amb el doblatge realitzat a les Illes Balears i amb el títol El detectiu Conan.

El criteri per incloure uns capítols en una temporada o en una altra són les temporades segons s'han emès al Japó.
Els títols dels episodis són els del doblatge català central (TVC), però també s'esmenten els títols en valencià (RTVV) i balear (IB3).
Els colors dels episodis fan referència a:
- Blanc: episodis basats en capítols del manga però que no segueixen l'argument principal de la sèrie.
- Groc: episodis basats en capítols del manga que segueixen la trama i que poden ajudar a entendre l'argument principal de la sèrie.
- Blau clar: episodis que són originals de l'anime, és a dir, que no estan basats en el manga.

## Temporades
|                    | Temporada    | Episodis           | Episodis              | Any d'emissió          | Any d'emissió                | Any d'emissió | Any d'emissió |
| Numeració japonesa | Temporada    | Numeració catalana | En japonès (original) | Televisió de Catalunya | Televisió Valenciana/ À Punt | IB3           |               |
| ------------------ | ------------ | ------------------ | --------------------- | ---------------------- | ---------------------------- | ------------- | ------------- |
|                    | Temporada 1  | 1-42 (42)          | 1-43 (43)             | 1996                   | 2001                         | 2010          | 2007          |
|                    | Temporada 2  | 43-85 (43)         | 44-88 (45)            | 1997                   | 2001 i 2003                  | 2010          | 2007 i 2008   |
|                    | Temporada 3  | 86-128 (43)        | 89-135 (47)           | 1998                   | 2003                         | 2010          |               |
|                    | Temporada 4  | 129-173 (45)       | 136-184 (49)          | 1999                   | 2003                         | 2010 i 2011   |               |
|                    | Temporada 5  | 174-218 (45)       | 185-234 (50)          | 2000                   | 2003, 2005 i 2006            | 2011          |               |
|                    | Temporada 6  | 219-262 (44)       | 235-281 (47)          | 2001                   | 2006                         | 2011          |               |
|                    | Temporada 7  | 263-303 (41)       | 282-325 (44)          | 2002                   | 2006 i 2007                  | 2011          |               |
|                    | Temporada 8  | 304-344 (41)       | 326-370 (45)          | 2003                   | 2007                         | 2011 i 2012   |               |
|                    | Temporada 9  | 345-383 (39)       | 371-417 (47)          | 2004                   | 2007                         | 2012          |               |
|                    | Temporada 10 | 384-424 (41)       | 418-458 (41)          | 2005                   | 2007 i 2009                  | 2012          |               |
|                    | Temporada 11 | 425-459 (35)       | 459-499 (41)          | 2006                   | 2009                         |               |               |
|                    | Temporada 12 | 460-490 (31)       | 500-537 (38)          | 2007                   | 2009                         |               |               |
|                    | Temporada 13 | 491-520 (30)       | 538-569 (32)          | 2008                   | 2009, 2010 i 2017            |               |               |
|                    | Temporada 14 | 521-561 (41)       | 570-612 (43)          | 2009                   | 2017                         |               |               |
|                    | Temporada 15 | 562-601 (40)       | 613-652 (40)          | 2010                   | 2017 i 2018                  |               |               |
|                    | Temporada 16 | 602-641 (40)       | 653-692 (40)          | 2011                   | 2018                         |               |               |
|                    | Temporada 17 | 642-680 (39)       | 693-732 (40)          | 2012                   | 2018 i 2019                  |               |               |
|                    | Temporada 18 | 681-723 (43)       | 733-775 (43)          | 2013                   | 2019                         |               |               |
|                    | Temporada 19 | 724-762 (39)       | 776-815 (40)          | 2014                   | 2019                         |               |               |
|                    | Temporada 20 | 763-803 (41)       | 816-856 (41)          | 2015                   | 2019                         |               |               |
|                    | Temporada 21 | 804-844 (41)       | 857-899 (43)          | 2016                   | 2019 i 2020                  |               |               |
|                    | Temporada 22 | 845-886 (42)       | 900-941 (42)          | 2017                   | 2020 i 2021                  |               |               |
|                    | Temporada 23 | 887-926 (40)       | 942-981 (40)          | 2018                   | 2021 i 2022                  |               |               |
|                    | Temporada 24 | 927-964 (38)       | 982-1021 (40)         | 2019                   | 2022 i 2023                  |               |               |
|                    | Temporada 25 | 965-992 (28)       | 1022-1049 (28)        | 2020                   | 2023                         |               |               |
|                    | Temporada 26 | 993-1032 (40)      | 1050-1089 (40)        | 2021                   | 2023                         |               |               |
|                    | Temporada 27 | 1033-1067 (35)     | 1090-1124 (35)        | 2022                   | 2023 i 2024                  |               |               |
|                    | Temporada 28 | 1068-1108 (41)     | 1125-1166 (42)        | 2023                   | 2025                         |               |               |
|                    | Temporada 29 | 1109-1147 (39)     | 1167-1205 (39)        | 2024                   | 2025                         |               |               |
|                    | Temporada 30 | 1148-              | 1206-                 | 2025                   | Per Confirmar                |               |               |

## Episodis
La llista dels episodis de la sèrie està dividida en tres parts:
- Llista d'episodis d'El detectiu Conan (temporades 1-10)
- Llista d'episodis d'El detectiu Conan (temporades 11-20)
- Llista d'episodis d'El detectiu Conan (temporades 21-30)

## Altres

### Especials
| EP# | Títol en català | Adaptat de | Estrena en japonès      | Estrena en català                                      |
| --- | --- | ---------- | ----------------------- | ------------------------------------------------------ |
| -   | La desaparició d'en Conan Edogawa: Els dos pitjors dies de la història "Edogawa Conan Shissou Jiken - Shijou Saiaku no Futsukakan" (名探偵コナン 江戸川コナン失踪事件～史上最悪の二日間～) | -          | 26 de desembre del 2014 | 8 de juny del 2020 (DVD) 4 de juliol del 2020 (TV)     |
| -   | lit. ‘Kogoro Mouri, el fugitiu’ "Tōbō-sha Mōri Kogorō" (逃亡者・毛利小五郎) | 594        | 3 de gener del 2015     |                                                        |
| -   | Episodi 1. El detectiu que es va encongir "Episōdo "Wan" Chīsakunatta Meitantei" (エピソード"ONE" 小さくなった名探偵)                                                                      | -          | 9 de desembre del 2016  | 13 de desembre del 2019 (DVD) 22 de març del 2020 (TV) |